# Promozione Veneto 1954-1955
La Promozione fu il massimo campionato regionale di calcio disputato in Veneto nella stagione 1954-1955.
A ciascun girone, che garantiva al suo vincitore la promozione in IV Serie a condizione di soddisfare le condizioni economiche richieste dai regolamenti, partecipavano sedici squadre, ed era prevista la retrocessione delle quattro peggio piazzate, anche se erano possibili aggiustamenti automatici per ripartire fra le appropriate sedi locali le squadre discendenti dalla IV Serie.
Per le regioni come il Veneto cui erano assegnati multipli gironi, era prevista la disputa delle finali per l'assegnazione del titolo di campione assoluto della lega regionale.

## Girone A

### Classifica finale
|  | Pos. | Squadra               | Pt  | G   | V   | N  | P   | GF  | GS  | DR  |
|  | ---- | --------------------- | --- | --- | --- | -- | --- | --- | --- | --- |
|  | 1.   | Audace                | 41  | 30  | 18  | 5  | 7   | 66  | 32  | +34 |
|  | 2.   | San Giovanni Lupatoto | 40  | 30  | 17  | 6  | 7   | 54  | 31  | +23 |
|  | 3.   | Aquila Valeggio       | 38  | 30  | 16  | 6  | 8   | 50  | 40  | +10 |
|  | 4.   | Minerbe               | 37  | 30  | 17  | 3  | 10  | 59  | 35  | +24 |
|  | 5.   | Vigasio               | 33  | 30  | 14  | 5  | 11  | 59  | 53  | +6  |
|  | 6.   | Cadidavid             | 31  | 30  | 12  | 7  | 11  | 45  | 44  | +1  |
|  | 6.   | Lendinarese           | 31  | 30  | 13  | 5  | 12  | 46  | 43  | +3  |
|  | 6.   | Petrarca              | 31  | 30  | 12  | 7  | 11  | 41  | 40  | +1  |
|  | 9.   | Trecenta              | 30  | 30  | 12  | 6  | 12  | 46  | 63  | -17 |
|  | 9.   | Badia                 | 30  | 30  | 13  | 4  | 13  | 49  | 44  | +5  |
|  | 11.  | Scaligera             | 28  | 30  | 11  | 6  | 13  | 50  | 41  | +9  |
|  | 11.  | Libertas Caldiero     | 28  | 30  | 10  | 8  | 12  | 42  | 49  | -7  |
|  | 13.  | Giovane Italia        | 24  | 30  | 9   | 6  | 15  | 45  | 51  | -6  |
|  | 14.  | Calto                 | 21  | 30  | 9   | 3  | 18  | 50  | 74  | -24 |
|  | 15.  | Monselice             | 20  | 30  | 9   | 2  | 19  | 41  | 69  | -28 |
|  | 16.  | S.A.F.                | 17  | 30  | 5   | 7  | 18  | 32  | 66  | -34 |
|  |      |                       | 480 | 480 | 197 | 86 | 197 | 775 | 775 | 0   |

Verdetti
- Audace San Michele promossa in IV Serie 1955-1956.
- Polesella ripescata.
- Calto, Monselice e Santapollinare retrocesse.

## Girone B

### Classifica finale
|  | Pos. | Squadra                  | Pt  | G   | V   | N   | P   | GF  | GS  | DR  |
|  | ---- | ------------------------ | --- | --- | --- | --- | --- | --- | --- | --- |
|  | 1.   | Thiene                   | 47  | 30  | 18  | 11  | 1   | 57  | 17  | +40 |
|  | 2.   | Marosticense             | 41  | 30  | 15  | 11  | 4   | 54  | 26  | +28 |
|  | 2.   | Silva                    | 41  | 30  | 17  | 7   | 6   | 53  | 29  | +24 |
|  | 4.   | Opitergina               | 36  | 30  | 13  | 10  | 7   | 54  | 37  | +17 |
|  | 5.   | Coneglianese             | 34  | 30  | 14  | 6   | 10  | 70  | 58  | +12 |
|  | 6.   | Breganze                 | 33  | 30  | 14  | 5   | 11  | 54  | 47  | +7  |
|  | 6.   | Azzurra                  | 33  | 30  | 10  | 13  | 7   | 46  | 49  | -3  |
|  | 8.   | Pol. Plateola            | 32  | 30  | 12  | 8   | 10  | 43  | 33  | +10 |
|  | 9.   | Giorgione                | 30  | 30  | 13  | 4   | 13  | 40  | 42  | -2  |
|  | 10.  | Benvenuto Ronzani        | 28  | 30  | 12  | 4   | 14  | 49  | 51  | -2  |
|  | 11.  | Carmenta                 | 25  | 30  | 9   | 7   | 14  | 47  | 63  | -16 |
|  | 12.  | Pro Mogliano             | 24  | 30  | 8   | 8   | 14  | 40  | 56  | -16 |
|  | 13.  | Malo                     | 21  | 30  | 7   | 7   | 16  | 36  | 48  | -12 |
|  | 14.  | Montebelluna             | 21  | 30  | 6   | 9   | 15  | 37  | 59  | -22 |
|  | 15.  | Carte Burgo Sez.Sportiva | 18  | 30  | 6   | 6   | 18  | 42  | 72  | -30 |
|  | 16.  | Dueville                 | 16  | 30  | 6   | 4   | 20  | 43  | 78  | -35 |
|  |      |                          | 480 | 480 | 180 | 120 | 180 | 765 | 765 | 0   |

Verdetti
- Thiene promosso in IV Serie 1955-1956.
- Malo, Montebelluna, Burgo Lugo e Dueville retrocesse.

## Girone C

### Classifica finale
|  | Pos. | Squadra                      | Pt | G  | V  | N  | P  | GF | GS | DR  |
|  | ---- | ---------------------------- | -- | -- | -- | -- | -- | -- | -- | --- |
|  | 1.   | C.R.A.L. S.A.V.A. Sez.Calcio | 43 | 30 | 19 | 5  | 6  | 68 | 34 | +34 |
|  | 2.   | Muranese                     | 41 | 30 | 16 | 9  | 5  | 63 | 34 | +29 |
|  | 3.   | Sandonà 1922                 | 37 | 30 | 15 | 7  | 8  | 58 | 34 | +24 |
|  | 4.   | Coin                         | 36 | 30 | 17 | 2  | 11 | 61 | 40 | +21 |
|  | 5.   | Contarina                    | 31 | 30 | 13 | 5  | 12 | 58 | 51 | +7  |
|  | 6.   | San Stino                    | 30 | 30 | 11 | 8  | 11 | 40 | 38 | +2  |
|  | 7.   | Excelsior-Lido               | 30 | 30 | 9  | 12 | 9  | 52 | 51 | +1  |
|  | 8.   | Jesolo                       | 30 | 30 | 11 | 8  | 11 | 48 | 52 | -4  |
|  | 9.   | Fossalta Piave               | 30 | 30 | 11 | 8  | 11 | 36 | 43 | -7  |
|  | 10.  | Arianese                     | 30 | 30 | 12 | 6  | 12 | 43 | 53 | -10 |
|  | 11.  | Angelo Milani                | 29 | 30 | 12 | 5  | 13 | 45 | 48 | -3  |
|  | 12.  | Libertas Ceggia, Ceggia      | 26 | 30 | 10 | 6  | 14 | 47 | 43 | +4  |
|  | 13.  | Italo Sport-Burano           | 26 | 30 | 9  | 8  | 13 | 24 | 31 | -7  |
|  | 14.  | Petronia                     | 23 | 30 | 8  | 7  | 15 | 54 | 67 | -13 |
|  | 15.  | S.F.A.I. Villanova           | 23 | 30 | 10 | 3  | 17 | 36 | 50 | -14 |
|  | 16.  | Conti                        | 13 | 30 | 5  | 3  | 22 | 30 | 89 | -59 |

Verdetti
- C.R.A.L. S.A.V.A. Sez.Calcio promossa in IV Serie 1955-1956.
- A.C. Conti Cavarzere, S.F.A.I. Villanova, A.S. Petronia e Libertas Ceggia (dopo spareggio con U.S. Burano, 1-3) retrocesse in Prima Divisione.
- Una partita è stata data persa ad entrambe le squadre.

## Finali per il titolo Veneto

### Turno Preliminare
La gara di andata si è svolta il 29 maggio 1954, quella di ritorno il 5 giugno.
| Squadra 1                    | Totale | Squadra 2                                               | Andata | Ritorno |
| ---------------------------- | ------ | ------------------------------------------------------- | ------ | ------- |
| U.S. Audace, S.Michele Extra | 5 - 2  | C.R.A.L. S.A.V.A. Sez.Calcio, Porto Marghera di Venezia | 3 - 0  | 2 - 2   |

### Finali
La gara di andata si è svolta il 12 giugno 1954, quella di ritorno il 19 giugno.
| Squadra 1   | Totale | Squadra 2                    | Andata | Ritorno |
| ----------- | ------ | ---------------------------- | ------ | ------- |
| A.C. Thiene | 3 - 0  | U.S. Audace, S.Michele Extra | 3 - 0  | 0 - 0   |

- Thiene campione regionale veneto di Promozione.